# Paolo Marrassini
 (septembre 2023).
Le contenu est difficilement compréhensible vu les erreurs de traduction, qui sont peut-être dues à l'utilisation d'un logiciel de traduction automatique.
Paolo Marrassini est un professeur, spécialiste en langues sémitiques et en histoire des langues et des littératures de l'Éthiopie et de l'Orient chrétien. Il naît le 16 mars 1942 à Florence où il meurt le 1er janvier 2013.

## Biographie
Paolo Marrassini a étudié les langues sémitiques anciennes, en particulier les manuscrits littéraires de l'Éthiopie chrétienne. En sa qualité d'enseignant, il a appliqué pour la première fois la méthodologie de la philologie européenne classique et de la philologie romane aux études sémitiques. Il a été enseignant ordinaire de Philologie sémitique et des Langues et littératures d'Éthiopie, à partir de 1990, d'abord à l'Université de Naples - L'Orientale, puis à l'Université de Florence, où il a été président de la Faculté de Lettres et de Philosophie (c'est-à-dire des sciences humaines) pour deux mandats : de  1998 au 2000. Bien qu'il ait pris sa retraite en 2009, il a continué son enseignement jusqu'en 2011, soit en Italie, soit en Éthiopie à l'Université d'Addis-Abeba.
Parmi ses nombreuses contributions à la recherche, on peut citer celles dans le domaine de l'agiographie éthiopienne chrétienne et de la critique de textes éthiopiens, ainsi que parmi ses contributions monographiques, des éditions et des traductions de textes hagiographiques, historiques et épigraphiques, entre autres pour les deux séries Corpus scriptorum Christianorum Orientalium et Scriptores Aethiopici. Il a collaboré aux revues Quaderni di Semitistica et Aethiopica. Il a dirigé Rassegna di studi etiopici et collaboré à la série de publications Quaderni di Semitistica du « Dipartimento di Linguistica » de l'Université de Florence.
Il a publié Vita, Omelia, Miracoli di Gabra Manfas Qeddus, avec l'introduction philologique et l'édition critique et avec la traduction de la Vita de Gabra Manfas Qeddus, qui est considéré comme le deuxième saint d'Ethiopie par importance, après Takla Haymanot,,.

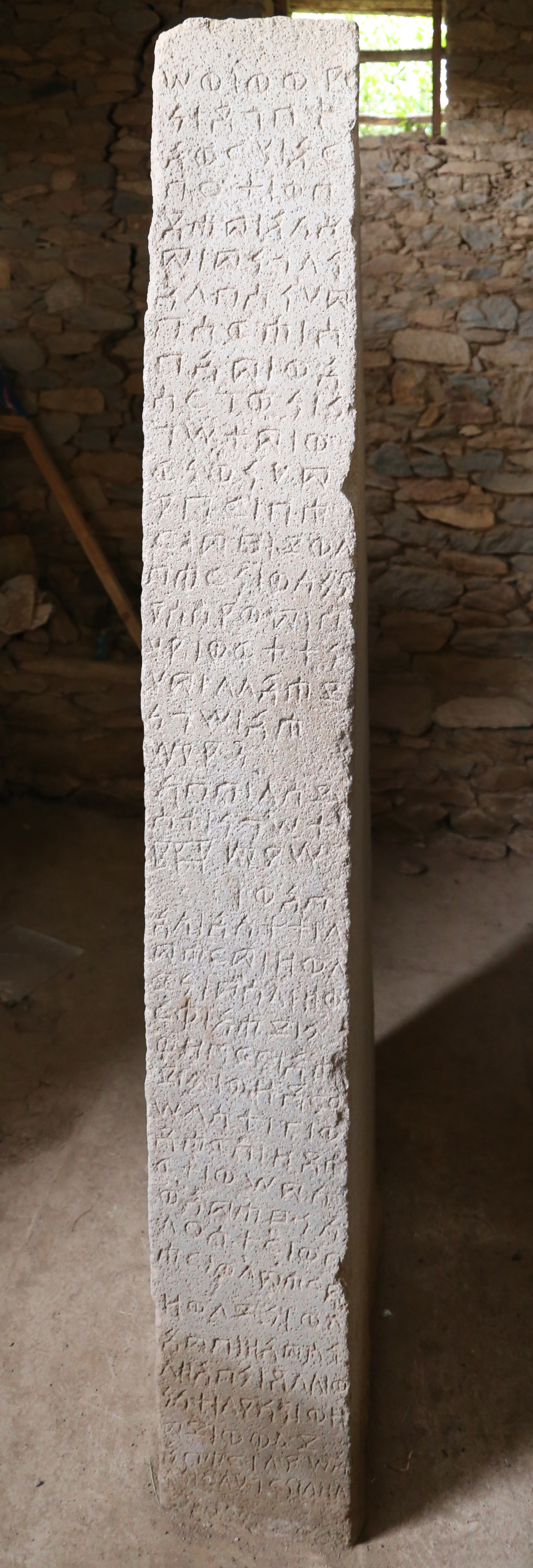
Épigraphe du roi Ezana à Aksum

Avec la curatelle de Paolo Marrassini, en 2014 est sorti de manière posthume le livre Les inscriptions royales aksumite : comprenant des épigraphes produites pendant le Royaume d'Aksoum, transcrites et présentées dans une traduction richement annotée, précédée d'une histoire sur les traditions de l'Ethiopie tardive-ancienne. Christianisé depuis le milieu du VIe siècle, le royaume d'Aksoum a laissé une riche documentation épigraphique - peu connue et difficilement accessible - aussi bien en grec qu'en éthiopien ancien. Avec des témoignages archéologiques et numismatiques, l'épigraphie aksumita éclaire de l'intérieur de nombreux événements, célébrés par la littérature byzantine : de la christianisation (entre 325 et 328, sous le règne du roi Ezana), à l'expédition militaire du roi Ella Asbeha en Yémen, vers l'année 520.

## Œuvres

### Livres
- (it) Formazione del lessico dell'edilizia militare nel semitico di Siria, Florence, Istituto di linguistica e di lingue orientali, Università di Firenze, 1971.
- (it) Gadla Yohannes Mesraqawi : Vita di Yohannes l'Orientale : edizione critica con introduzione e traduzione annotata, Florence, Istituto di Linguistica e di Lingue Orientali - Università, 1981.
- (it + gez) Lo scettro e la croce : la campagna di 'Amda Ṣeyon I contro l'Ifat (1332) / edizione critica, traduzione e introduzione, Naples, Istituto universitario orientale, 1993.
- (it) Il Gadla Yemreḥanna Krestos : introduzione, testo critico, traduzione (aussi en langue Guèze), Rome, Tip. Don Bosco, 1995.
- (it + gez) Vita, Omelia, Miracoli del santo Gabra Manfas Qeddus (trad. du guèze), Lovanii, In aedibus Peeters, coll. « Corpus Scriptorum Christianorum Orientalium, Scriptores Aethiopici, t. 107-108 », 2003, 142 p. (ISBN 90-429-1170-0).

### Curatelles
- (it) « I manoscritti etiopici della Biblioteca Medicea Laurenziana di Firenze », Rassegna di studi etiopici, Rome,‎ 1984-1986 et 1988, p. 82-116.
- (de + en + it) Semitic and Assyriological Studies. Presented to Pelio Fronzaroli by Pupils and Colleagues, Wiesbaden, Otto Harrassowitz Verlag, 2003, 697 p. (ISBN 978-3-447-04749-4, lire en ligne)[5].
- (en + fr + it) Pelio Fronzaroli et Paolo Marrassini, Proceedings of the 10th. Meeting of Hamito-Semitic (Afroasiatic) linguistics : Florence, 18-20 April 2001, Florence, Dipartimento di linguistica, Università, 2005, 427 p. (ISBN 88-901340-1-1).
- (it) Storia e leggenda dell'Etiopia tardoantica : le iscrizioni reali aksumite / con un appendice di Rodolfo Fattovich: La civiltà aksumita: aspetti archeologici e una nota editoriale di Alessandro Bausi (trad. du guèze), Brescia, Paideia, 2014, 394 p. (ISBN 978-88-394-0873-0 et 88-394-0873-8)[6].

### Articles
- (en) Alessandra Avanzini et Paolo Marrassini, « South Arabian and Ethiopic lexicography », Studies on Semitic lexicography, Florence, Università di Firenze, Istituto di linguistica e di lingue orientali,‎ 1973, p. 161-181.
- (it) « A proposito del duale nelle lingue semitiche », Rivista degli studi orientali, Rome, Bardi, no 49,‎ 1975, p. 35-47.
- (it) « Letture semitistiche 4. semitico e camitosemitico nella linguistica etiopica », Oriens antiquus, no 15,‎ 1976, p. 334-344.
- (it) « Considerazioni sulle sibilanti semitiche: il caso della śin », Egitto e Vicino Oriente, Pise, Giardini,‎ 1978, p. 161-177.
- (it) « I frammenti aramaici », Studi classici e orientali, Pise, Libreria Goliardica, no XXIX,‎ 1979, p. 126-130.
- (it) « Note di storia etiopica », Egitto e Vicino Oriente, Pise, Giardini, no 2,‎ 1979, p. 173-196.
- (it) « Ebla e il Vicino Oriente: aspetti e problemi », Bibbia e Oriente, Brescia, Sardini editrice centro studi, no 125,‎ 1980.
- (it) « Nota sul passaggio a>e in accadico », Egitto e Vicino Oriente, Pise, Giardini,‎ 1981, p. 349-355.
- (it) « Bisanzio e il Mar Rosso : cristianesimo e giudaismo in Arabia fino al VI secolo », 28° corso di cultura sull'arte ravennate e bizantina, Ravenna, 26 aprile / 8 maggio 1981, Ravenna, Il Girasole,‎ 1981.
- (it) « Etiopia. Elementi di continuità », Nigrizia : rivista mensile dei missionari comboniani, Verona, Nuovastampa, nos 108/12,‎ 1990, p. 28-30.
- (it) « Ancora sul problema degli influssi siriaci in età aksumita », Biblica et Semitica : studi in memoria di Francesco Vattioni / a cura di Luigi Cagni, Naples, Istituto universitario orientale,‎ 1999, p. 325-337.
- (it) « La letteratura etiopica », Le antiche chiese orientali : storia e letteratura / a cura di Paolo Siniscalco, Rome, Città Nuova,‎ 2005, p. 138-150 (ISBN 88-311-7464-9).
- (en) « Ancient Semitic Gods on the Eritrean Shores », Annali del Dipartimento di Asia Africa Mediterraneo, Naples, L'Orientale Università degli Studi, vol. 70,‎ 2010.

## Événements
- 24 mars 2017 : Giornata di Studi Etiopici dedicata a Paolo Marrassini, Florence, Università di Firenze. En accord culturel et scientifique avec l'Université d'Addis-Abeba.